# Vocal trance
Vocal trance – podgatunek trance charakteryzujący się melodyjnością oraz obecnością wokali, przeważnie żeńskich. Utożsamiany jest z Epic trance. Jest jednym z podgatunków muzyki dance.

## Historia
Gatunek powstał na początku lat 90. Największy rozkwit przeżywał w latach 1997–2003 w związku z silną jego promocją w telewizyjnych stacjach muzycznych (zwłaszcza Viva). Po tym okresie wielu producentów i wykonawców zniknęło z ekranów na dobre (np. Chakra, Ascension, Alice DeeJay), a styl ten niemal zasymilował się z coraz bardziej popularnym i komercyjnym uplifting trance'm. Mimo to do szerszego grona publiczności wciąż trafiały utwory ATB oraz zyskujących coraz to większą popularność didżejów holenderskich Armina van Buurena, Tiesto i Ferry’ego Corstena.

## Charakterystyka
Utwory tego gatunku mają często podobną konstrukcję, a więc kilkuminutowy wstęp (tzw. build-up), wprowadzający kolejne elementy głównej melodii. Te zaś prowadzą do momentu bez bitu (zwanego breakdownem), dzięki czemu wyeksponowany zostaje motyw wiodący, często okraszony padami. Nagranie kończy się zazwyczaj stopniowym wytraceniem melodyjnych fragmentów, przechodząc ostatecznie w partię, w której słychać wyłącznie sekcję bass-drum. To ma również pomóc didżejowi podczas beatmatchingu i miksowania. Naczelną rolę odgrywają naturalnie partie wokalne. To właśnie położony na nie nacisk pozwala odróżnić utwór vocaltrancowy od uplifting trance, stylem zeń niemal nierozerwalnie powiązanym. Przeważająca ilość nagrań reprezentujących vocal trance oparta jest na wokalach żeńskich, zdecydowanie rzadziej – męskich. Taka tendencja jest najprawdopodobniej wynikiem konieczności powabu kobiecego głosu do eterycznej i relaksującej stylistyki utworów vocaltrancowych. Ostatnio popularnym zabiegiem jest charakterystyczne "pocięcie" partii wokalnych, tak często stosowane przez Andy’ego Moora oraz duet Whiteroom, którego jest członkiem. Tempo utworów to zwykle od 130 do 140 BPM, zależnie od tego, czy jest on bliższy stylistyce uplifting trance, czy też modern progressive trance, nurtu spopularyzowanego przez Markusa Schulza oraz jego label Coldharbour, a będącego w rzeczywistości wolniejszą odmianą uplifting trance. Znanym przykładem wolniejszego vocal trance jest nagranie "Louder" autorstwa Jose Amnesii i Jennifer Rene.

## Popularność
Gatunek popularny głównie w Niemczech, Holandii i Wielkiej Brytanii, z których to krajów pochodzi też większość producentów vocal trance’u.

### Kluby i imprezy
W Europie Zachodniej istnieje wiele klubów, w których ludzie w dużych, nawet kilkudziesięciotysięcznych grupach bawią się przy muzyce uplifting i vocal trance. Znane są z wielkiej powierzchni, nierzadko bardzo rozbudowanej scenografii (często tematycznej) i niezwykłych efektów świetlnych i wizualnych towarzyszących imprezom (zwłaszcza charakterystyczne lasery).
W coraz większym stopniu wykorzystywane są też olbrzymie ekrany LCD otaczające scenę.
```
Przykładowe imprezy EDM to Tomorrowland, Sensation White/Black,  Ultra Festival lub Global Gathering.
```

Znaczna część grających na takich imprezach to pierwszoplanowi DJ-e, których utwory często puszczane są w takich stacjach telewizyjnych jak MTV Dance.
Niektórzy DJ-e prowadzą swoje własne, cykliczne programy radiowe, które można też oglądać na żywo za pośrednictwem np. platformy YouTube (np. A State Of Trance - Armin van Buuren).